# Альберт Саксонский (1875)
Альберт Карл Антон Людвиг Вильгельм Виктор Саксонский (нем. Albert Karl Anton Ludwig Wilhelm Viktor von Sachsen; 25 февраля 1875, Дрезден — 16 сентября 1900, Волькау) — саксонский принц, представитель династии Веттинов.

## Биография
Альберт — младший из четырёх сыновей короля Саксонии Георга и его супруги Марии Анны Португальской. Получил военное образование и на момент своей смерти служил в звании ротмистра и шефа 4-го эскадрона 1-го уланского полка. Не был женат, потомков не оставил.
В возрасте 25 лет Альберт погиб в результате дорожного происшествия, виновником которого стал 21-летний португальский принц Мигел, впоследствии герцог Визеу, также служивший в это время в саксонской армии. В результате столкновения фаэтона Мигела с экипажем Альберта карета саксонского принца перевернулась. Принц Альберт умер спустя несколько часов от полученных травм. Принца Мигела бездоказательно обвиняли в намеренном убийстве Альберта. Судебного расследования не производилось, тем не менее Мигел был вынужден оставить военную службу и покинуть страну.